# Planteringsrör

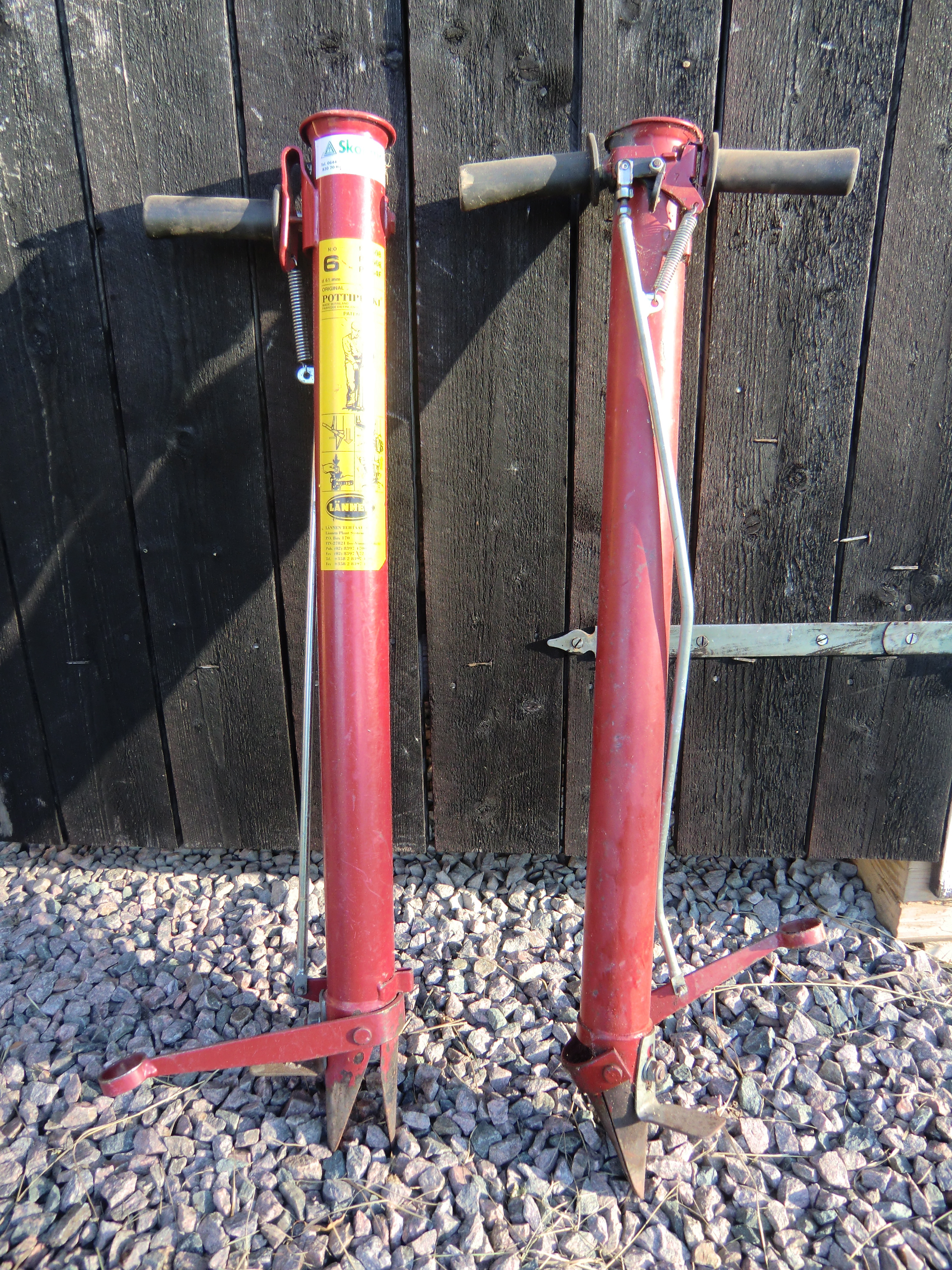
Planteringsrör

Planteringsrör används för att plantera täckrotsplantor, det vill säga plantor som är odlade i någon form av behållare.
När planteringsrören infördes i skogsbruket förändrades planteringsmetoderna avsevärt, framför allt genom att metoden gav mindre belastning på planterarnas ryggar.